# Refuge des Lacs Merlet
Pour les articles homonymes, voir Merlet.
Le refuge des Lacs Merlet est un refuge situé en France dans le département de la Savoie en région Auvergne-Rhône-Alpes.

## Histoire
Auparavant, le refuge fut la propriété du parc national de la Vanoise avant de devenir celle de la commune de Saint-Bon-Tarentaise.

## Caractéristiques et informations
Ce refuge est gardé en période estivale. Le reste de l'année, il demeure ouvert. Des toilettes y ont été aménagés.

## Accès

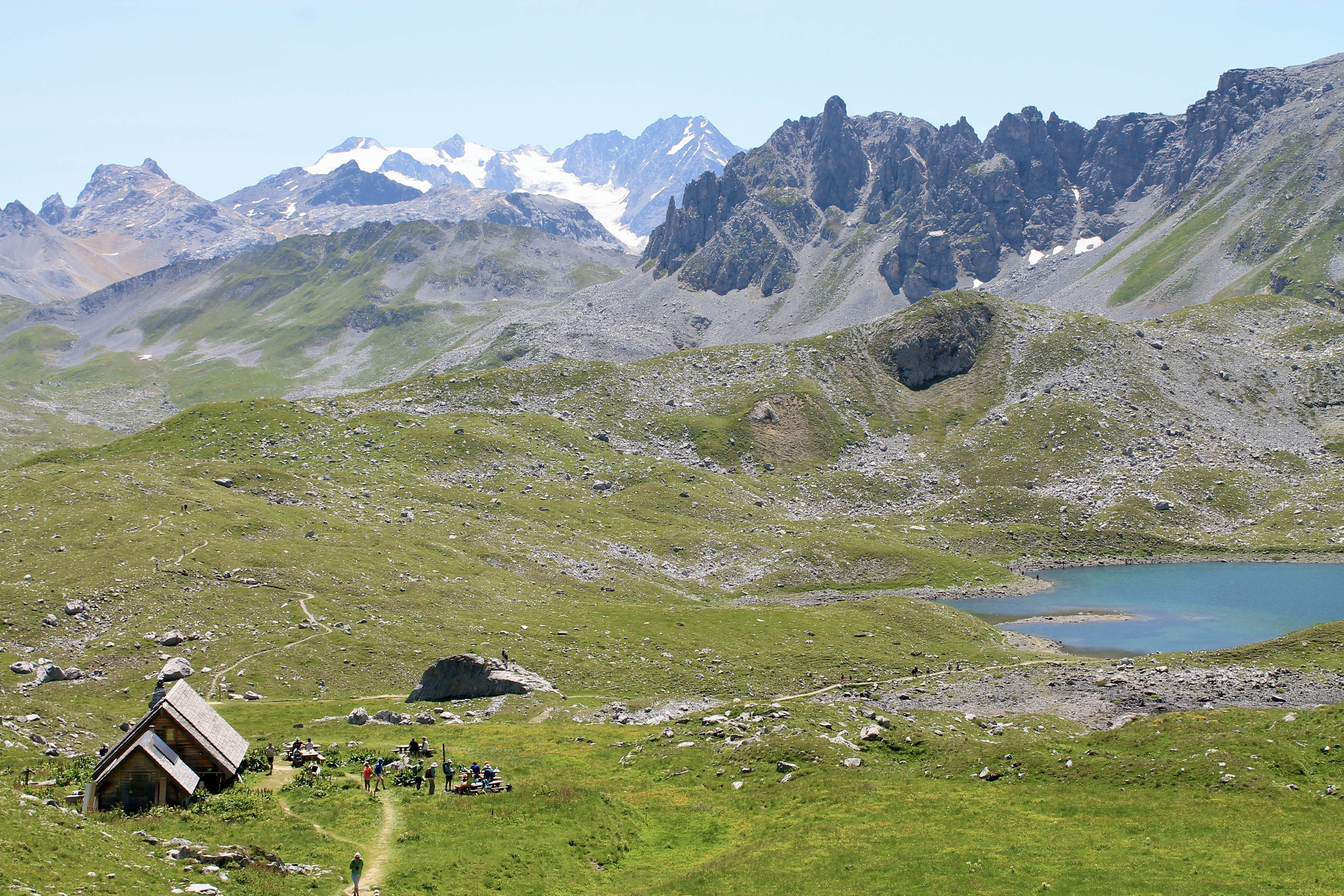
Arrivée au refuge des lacs Merlet depuis le chemin du col de la Platta. Sur la droite, le lac Merlet inférieur.

Pour se rendre au refuge des Lacs Merlet, il faut se rendre à Courchevel. Après quoi il faut suivre le trajet menant aux lacs Merlet. Le refuge s'y trouve à proximité. Pour s'y rendre il faut emprunter un sentiers, également carrossable.

## Ascensions
- 600 m de dénivelé pour monter au refuge